# Prieuré de Firfol
Le  Prieuré de Firfol est le prieuré d'un ancien monastère, situé sur le territoire de la commune de Firfol, dans le département du Calvados, en France.

## Histoire
Ce prieuré date des XIIIe et XVIe siècles. Arcisse de Caumont date l'édifice de la fin du XIIIe, voire du début du même siècle, ou du début du XIVe. 
Le prieuré dépendait de l'Abbaye Notre-Dame de Cormeilles comme l'église de la paroisse consacrée à Notre-Dame. 
L'édifice est inscrit au titre des monuments historiques depuis le 14 novembre 1927. 
L'édifice est à l'état de ruine au début du XXIe siècle, alors que la chapelle, seul élément subsistant du prieuré, était en bon état au milieu du XIXe siècle en dépit d'un usage de stockage de fourrage dans une exploitation agricole.
L'édifice était dédié à saint Christophe.

## Description
La chapelle était encore en relativement bon état au XIXe quand Arcisse de Caumont le décrit comme « un petit édifice construit avec soin ». L’état actuel de l’édifice ne permet guère une description. 
Le chevet est droit et était pourvu d'une fenêtre à meneaux. Au sud il y avait deux fenêtres ogivales. Les côtés sont divisés en deux travées et pourvus de contreforts. Des bâtiments du prieuré devaient se situer du côté nord selon Arcisse de Caumont.
La porte principale était munie d'un arc surbaissé modifié au XVIe et d'un porche du XVe.
La construction a été réalisée en moëllons et la pierre de taille utilisée aux endroits sensibles, angles, contreforts, corniches et entourages des fenêtres. La voûte est en merrain.